# 건입동
건입동(健入洞)은 제주특별자치도 제주시의 행정동, 법정동이다. 면적은 2.53 km2이며, 인구는 2022년 12월 31일 주민등록 기준으로 8.866 명이다.

## 개요
건입동은 1955년 제주시에 편입되어 동이 되었으며, 1962년 동제(洞制) 실시에 따라 건입동이 되었다. 서쪽의 산지천(山地川)을 중심으로 이루어진 마을이기 때문에 '산지'라고 통칭되는데, 동쪽으로는 화북동과의 경계지점인 '고으니모르'를 중심으로 한 여러 동네 중 하나의 자연부락이 독립되어 건입동에 속한다.
제주의 관문인 제주항이 있어서 9개의 행정관서, 3개의 경찰관서, 4개의 교육기관 등 각종 금융기관이 있으며, 제주시 면적의 0.35%를 차지하고 있다. 향후 건입동은 제주외항개발공사를 착수로 해양공원이 들어설 예정이다.
2006년 7월 1일에는 제주특별자치도가 출범함에 따라 제주시 건입동이 되었다.

## 관광
- 국립제주박물관
- 탑동광장

## 교육
- 제주동초등학교
- 제주여자상업고등학교

## 교통
- 제주항연안여객터미널
- 제주항국제여객터미널

## 방송
- 제주불교방송

## 공공기관
- 제주해양경찰서